# Juraj Demeč
Juraj Demeč (* 29. ledna 1945 Užhorod, Zakarpatská oblast) je bývalý československý atlet, sprinter.
V roce 1971 byl na evropském šampionátu v Helsinkách členem štafety (4 × 100 m), která vybojovala zlaté medaile. Kvarteto ve složení Ladislav Kříž, Juraj Demeč, Jiří Kynos a Luděk Bohman zde zaběhlo trať v čase 39,3 sekund. Druzí skončili Poláci, třetí Italové.
V roce 1972 reprezentoval na letních olympijských hrách v Mnichově, kde v běhu na 100 metrů nepostoupil z úvodního rozběhu. Těsně pod stupni vítězů zde skončila československá štafeta ve složení Jaroslav Matoušek, Juraj Demeč, Jiří Kynos a Luděk Bohman, když cílem proběhla jako čtvrtá v čase 38,82 s (nejstarší dosud platný národní rekord). Bronz získalo kvarteto ze Západního Německa, které bylo o tři setiny rychlejší.
Po ukončení aktivní kariéry působil jako trenér. V roce 1986 emigroval.